# メイジャー・ホリー
メイジャー・ホリー（Major Holley、1924年7月10日 - 1990年10月25日）は、アメリカのジャズ・ダブルベース奏者。

## 生い立ちと教育
ホリーはアメリカ合衆国ミシガン州デトロイトに生まれた.。デトロイトの名門カス・テクニカル高校に通った。幼少期はヴァイオリンとチューバを演奏していた 。

## 経歴
アメリカ海軍に勤務している頃からベースを演奏し始め 、キャンプ・ロバート・スモールズのシップス・カンパニーAバンドで演奏するようになった。このバンドはレナード・ボウデンが率いており、クラーク・テリーや、民間のダンス・バンドから集められた数人のミュージシャンたちが参加していた。1940年代後半には、デクスター・ゴードン、チャーリー・パーカー、エラ・フィッツジェラルドと共演。1950年にはオスカー・ピーターソンとデュエット曲を録音し、ピーターソンとチャーリー・スミスとのトリオでも演奏している。彼はミニー・ウォルトン（本名ミリセント・エイチソン）と結婚した。
1950年代半ばにイギリスに移住し、BBCで働いた。アメリカに戻ると、1958年にはウディ・ハーマン、1959年から1960年にはアル・コーン/ズート・シムズとツアーを行った。多作なスタジオ・ミュージシャンでもあり、1964年にはデューク・エリントン、1960年代と1970年代にはケニー・バレル・トリオ、コールマン・ホーキンス、リー・コニッツ、ロイ・エルドリッジ、ミシェル・ルグラン、ミルト・バックナー、ジェイ・マクシャン、クインシー・ジョーンズらと共演した。1967年から1970年までバークリー音楽大学で教鞭を執った。
ホリーは、スラム・スチュワートも用いたテクニックであるアルコ（弓を使った）ベース・ソロを伴奏に歌うことで知られていた。ホリーとスチュワートは2枚のアルバムを共同でレコーディングした。

## 死去
ホリーは、ニュージャージー州メイプルウッドにて心臓発作のため66歳で亡くなった。

## ディスコグラフィ

### リーダー・アルバム
- 『グッド・ネイバーズ・ジャズ』 - The Good Neighbors Jazz (1958年、Columbia)
- 『ミュール!』 - Mule! (1974年、Black and Blue)
- Two Big Mice (1977年、Black and Blue) ※with スラム・スチュワート
- 『シャット・ユア・マウス!』 - Shut Yo' Mouth! (1987年、PM) ※with スラム・スチュワート
- 『メジャー・ステップ』 - Major Step (1992年、Timeless) ※with ジョー・ヴァン・エンキューゼン
- 『エクスキューズ・ミー・ルードヴィッヒ』 - Excuse Me Ludwig (1997年、Black and Blue)
- Mighty Like a Rose (1998年、Black and Blue) ※with ローズ・マーフィ

### 参加アルバム
ピーター・アップルヤード
- Barbados Heat (1990年、Concord Jazz)
- Barbados Cool (1991年、Concord Jazz)

ケニー・バレル
- 『ミッドナイト・ブルー』 - Midnight Blue (1963年、Blue Note)
- Bluesy Burrell (1963年、Moodsville)
- 『ブルージン・アラウンド』 - Bluesin' Around (1983年、Columbia)

エディ・ロックジョウ・デイヴィス
- 『ライト・アンド・ラヴリー』 - Light and Lovely (1979年、Black and Blue)
- Midnight Slows Vol. 10 (1979年、Black and Blue)

コールマン・ホーキンス
- Good Old Broadway (1962年、Moodsville)
- 『トゥデイ・アンド・ナウ』 - Today and Now (1962年、Impulse!)
- The Jazz Version of No Strings (1962年、Moodsville)
- 『ホーキンス!エルドリッジ!ホッジス!アライヴ!』 - Hawkins! Eldridge! Hodges! Alive! At the Village Gate! (1962年、Verve)
- 『ジェリコの戦い』 - Hawkins! Alive! At the Village Gate (1963年、Verve)
- Coleman Hawkins Plays Make Someone Happy from Do Re Mi (1963年、Moodsville)
- 『デサフィナード』 - Desafinado (1963年、Impulse!)
- 『バック・イン・ビーンズ・バッグ』 - Back in Bean's Bag (1963年、Columbia)

ジョー・ジョーンズ
- 『パパ・ジョー・アンド・ヒズ・フレンズ』 - Papa Jo and His Friends (1978年、Denon)
- 『アワー・マン・パパ・ジョー』 - Our Man, Papa Jo! (1978年、Denon)

クインシー・ジョーンズ
- 『ザ・ヒップ・ヒッツ』 - Quincy Jones Plays Hip Hits (1963年、Mercury)
- 『ミュージック・オブ・ヘンリー・マンシーニ』 - Quincy Jones Explores the Music of Henry Mancini (1964年、Mercury)
- 『グラ・マタリ』 - Gula Matari (1970年、A&M)
- 『アイ・ハード・ザット!!』 - I Heard That!! (1976年、A&M)

B.B.キング
- 『ブルース・アンド・ジャズ』 - Blues 'N' Jazz (1983年、MCA)

ローランド・カーク
- 『ヒア・カムズ・ザ・ホイッスルマン』 - Here Comes the Whistleman (1967年、Atlantic)
- 『ア・ミーティング・オブ・ザ・タイムス』 - A Meeting of the Times (1972年、Atlantic)

バディ・テイト
- The Texas Twister (1975年、Master Jazz)
- Just Jazz (1984年、Uptown)
- Just Friends (1992年、Muse)

クラーク・テリー
- Tread Ye Lightly (1964年、Cameo)
- Having Fun (1990年、Delos)

ジョー・ウィリアムス
- 『ハヴィング・ザ・ブルース・アンダー・ヨーロピアン・スカイ』 - Having the Blues Under European Sky (1985年、Denon)

その他
- トッティ・バーグ : Major Blues (1991年、Gemini)
- ミルト・バックナー : Block Chords Parade (1974年、Black and Blue)
- ジャッキー・バイアード : Family Man (1978年、Muse)
- ジョニー・ガルニエリ : Johnny Guarnieri Originals (1979年)
- ボブ・ジェームス : 『サイン・オブ・ザ・タイムス』 - Sign of the Times (1981年)
- ルーファス・ジョーンズ : Five on Eight (1964年、Cameo)
- デイヴ・マッケンナ : 『デイヴ・マッケンナ・カルテット・ウィズ・ズート・シムズ』 - Dave McKenna Quartet with Zoot Sims (1974年、Chiaroscuro)
- ジェイ・マクシャン : Some Blues (1993年、Chiaroscuro)
- フリップ・フィリップス : 『ザ・クロウ〜ライヴ・アット・フローティング・ジャズ・フェスティバル』 - The Claw: Live at the Floating Jazz Festival (1986年、Chiaroscuro)
- リッチー・プラット : Olathe (2007年、Artists Recording Collective)
- ヒルトン・ルイス : Crosscurrents (1985年、Stash)
- シャーリー・スコット : The Soul Is Willing (1963年、Prestige)
- シャーリー・スコット : Drag 'em Out (1963年、Prestige)
- フランク・シナトラ : 『L.A.イズ・マイ・レディ』 - L.A. Is My Lady (1984年、Qwest)
- スタンリー・タレンタイン : 『ネヴァー・レット・ミー・ゴー』 - Never Let Me Go (1963年、Blue Note)
- ディッキー・ウェルズ : 『ボーンズ・フォー・ザ・キング』 - Bones for the King (1958年、Felsted)
- ディッキー・ウェルズ : Trombone Four-in-Hand (1959年、Felsted)
- ジェラルド・ウィギンス : 『ウィグ・イズ・ヒア』 - Wig Is Here (1974年、Black and Blue)
- フィル・ウッズ : Directly from the Half Note (1966年、Philology)